# Midi Magazine
Midi-Magazine est une émission de variétés française créée par Georges Folgoas, diffusée chaque midi du 9 septembre 1968 au 1er janvier 1972 sur la première chaîne de l'ORTF.

## Principe de l'émission
Présentée par Jacques Martin et Danièle Gilbert du lundi au vendredi aux alentours de midi, elle commence par un reportage sur le thème du jour, suivi d'un débat avec les invités. 
Jacques Martin étant de plus en plus occupé par d'autres émissions, à partir d'avril 1970, tous les mois l'émission est dès lors co-présentée par une personnalité différente ; c'est ainsi qu'elle est notamment présentée par l'humoriste Alex Métayer, les chanteurs François Deguelt, Antoine, l'humoriste Coluche, les acteurs Claude Brasseur, Georges Ulmer et Robert Manuel. Au total, quatorze personnalités ont présenté l'émission, aux côtés de Danièle Gilbert.
L'émission s'intitule en 1971 : "Midi chez vous" émission co-présentée par Jacques Martin et Danièle Gilbert. 
Elle est suivie à partir du 3 janvier 1972 par l'émission Télé-Midi 72 co-présentée par le journaliste Jean-Michel Desjeunes et Danièle Gilbert puis à partir du lundi 6 mars 1972, par Midi trente, toujours présentée par Danièle Gilbert.